# Xã Vivian, Quận Waseca, Minnesota
Xã Vivian (tiếng Anh: Vivian Township) là một xã thuộc quận Waseca, tiểu bang Minnesota, Hoa Kỳ. Năm 2010, dân số của xã này là 259 người.